# Lijst van nummer 1-hits in Nieuw-Zeeland in 2006
Deze hits stonden in 2006 op nummer 1 in de RIANZ Top 40, de bekendste hitlijst in Nieuw-Zeeland.
| Datum        | Artiest                             | Titel                 |
| ------------ | ----------------------------------- | --------------------- |
| 2 januari    | The Pussycat Dolls                  | Stuckwitu             |
| 9 januari    | The Black Eyed Peas                 | My humps              |
| 16 januari   | The Pussycat Dolls                  | Stuckwitu             |
| 23 januari   | Sugababes                           | Push the button       |
| 30 januari   | Sugababes                           | Push the button       |
| 6 februari   | Sugababes                           | Push the button       |
| 13 februari  | Chris Brown                         | Run it!               |
| 20 februari  | Chris Brown                         | Run it!               |
| 27 februari  | Chris Brown                         | Run it!               |
| 6 maart      | Chris Brown                         | Run it!               |
| 13 maart     | Beyoncé & Slim Thug                 | Check on it           |
| 20 maart     | Beyoncé & Slim Thug                 | Check on it           |
| 27 maart     | The Pussycat Dolls & will.i.am      | Beep                  |
| 3 april      | The Pussycat Dolls & will.i.am      | Beep                  |
| 10 april     | The Pussycat Dolls & will.i.am      | Beep                  |
| 17 april     | The Pussycat Dolls & will.i.am      | Beep                  |
| 24 april     | The Pussycat Dolls & will.i.am      | Beep                  |
| 1 mei        | The Pussycat Dolls & will.i.am      | Beep                  |
| 8 mei        | The Pussycat Dolls & will.i.am      | Beep                  |
| 15 mei       | Busta Rhymes                        | Touch it              |
| 22 mei       | Shakira & Wyclef Jean               | Hips don't lie        |
| 29 mei       | Gnarls Barkley                      | Crazy                 |
| 5 juni       | Gnarls Barkley                      | Crazy                 |
| 12 juni      | Gnarls Barkley                      | Crazy                 |
| 19 juni      | Gnarls Barkley                      | Crazy                 |
| 26 juni      | Gnarls Barkley                      | Crazy                 |
| 3 juli       | Gnarls Barkley                      | Crazy                 |
| 10 juli      | Gnarls Barkley                      | Crazy                 |
| 17 juli      | The Pussycat Dolls & Snoop Dogg     | Buttons               |
| 24 juli      | Nelly Furtado & Timbaland           | Promiscuous           |
| 31 juli      | Nelly Furtado & Timbaland           | Promiscuous           |
| 7 augustus   | Nelly Furtado & Timbaland           | Promiscuous           |
| 14 augustus  | Nelly Furtado & Timbaland           | Promiscuous           |
| 21 augustus  | Nelly Furtado & Timbaland           | Promiscuous           |
| 28 augustus  | Justin Timberlake & Timbaland       | SexyBack              |
| 4 september  | Justin Timberlake & Timbaland       | SexyBack              |
| 11 september | Justin Timberlake & Timbaland       | SexyBack              |
| 18 september | Justin Timberlake & Timbaland       | SexyBack              |
| 25 september | Justin Timberlake & Timbaland       | SexyBack              |
| 2 oktober    | Fergie                              | London bridge         |
| 9 oktober    | Boyband                             | You really got me     |
| 16 oktober   | Justin Timberlake & Timbaland       | SexyBack              |
| 23 oktober   | Justin Timberlake & Timbaland       | SexyBack              |
| 30 oktober   | James Morrison                      | You give me something |
| 6 november   | Matt Saunoa                         | Hold out              |
| 13 november  | Justin Timberlake, T.I. & Timbaland | My love               |
| 20 november  | Justin Timberlake, T.I. & Timbaland | My love               |
| 27 november  | Justin Timberlake, T.I. & Timbaland | My love               |
| 4 december   | Justin Timberlake, T.I. & Timbaland | My love               |
| 11 december  | Beyoncé                             | Irreplaceable         |
| 18 december  | Justin Timberlake, T.I. & Timbaland | My love               |
| 25 december  | Gwen Stefani                        | Wind it up            |